# Northwest Angle

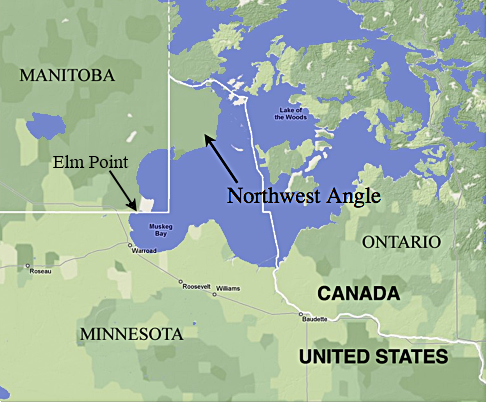
Localización de Northwest Angle.

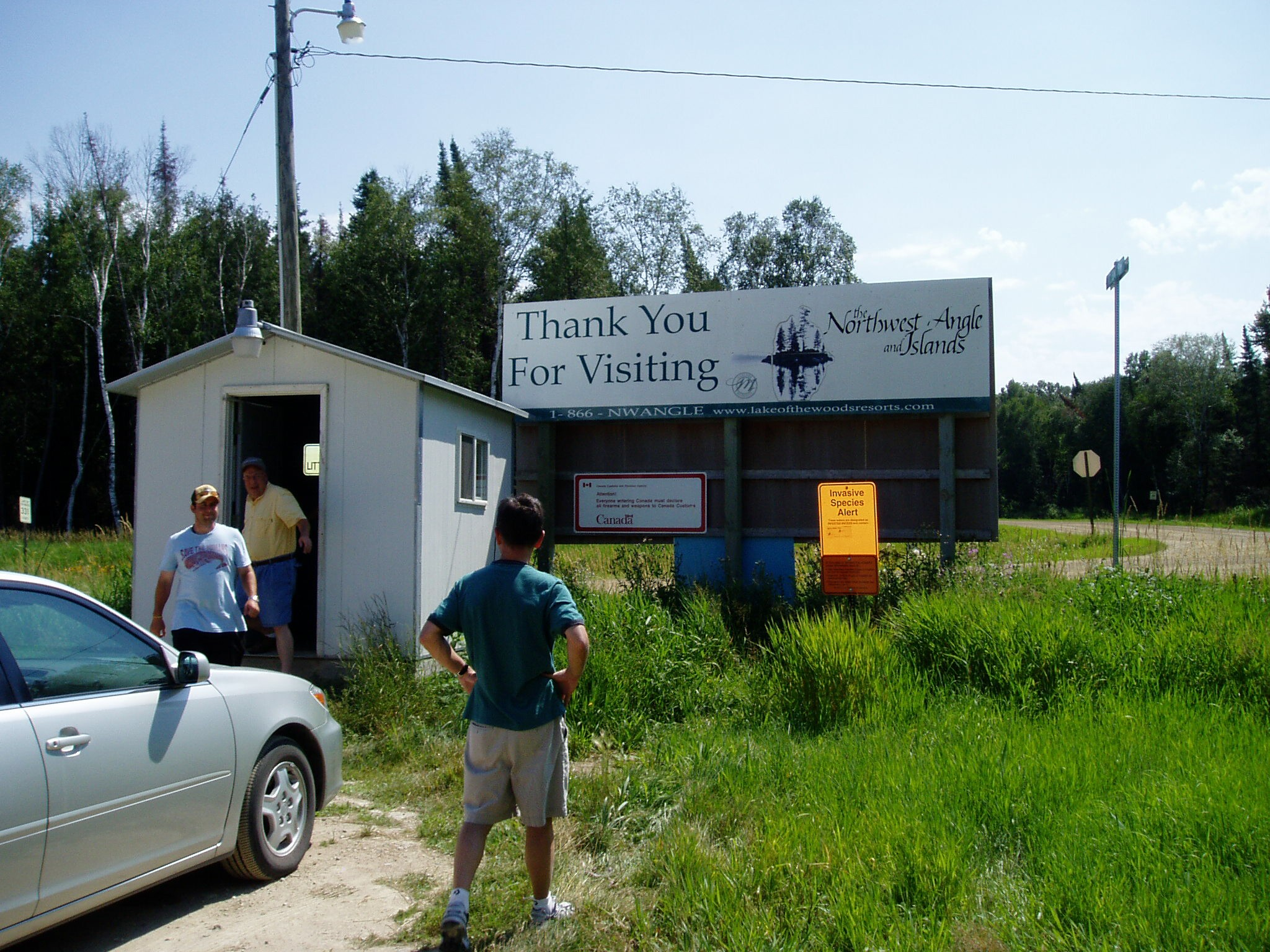
Puesto de control Jim's Corner. Para entrar en Northwest Angle por vía terrestre, el viajero debe entrar en la cabina e informar a la Aduana estadounidense, por medio de un videófono. Antes de salir de este lugar, por el camino, hay que hacer un informe a la aduana canadiense de la misma cabina.

El Northwest Angle,  es una pequeña parte del territorio estadounidense que, con excepción de Alaska y de algunos accidentes topográficos menores, es la única que se encuentra más al norte del paralelo 49° N (paralelo que señala la frontera norte con Canadá, desde la costa Oeste a lo largo de las fronteras septentrionales de los estados de Washington, Idaho, Montana, Dakota del Norte, y parte de Minnesota). El Northwest Angle se encuentra al norte del condado Lago del Bosque, en Minnesota,  y no es accesible por tierra desde el resto de Estados Unidos. Se accede desde territorio canadiense o navegando o sobrevolando el lago de los Bosques. La comunidad no incorporada de Angle Inlet se encuentra en el Northwest Angle.
Con excepción de esta zona, el territorio de los 48 estados contiguos no se extiende más al norte. Algunas proyecciones del mapa estadounidense a veces crean una apariencia superficial, extendiendo más al norte a Maine que a Northwest Angle, lo que es un error.
En el año 2010, vivían 119 personas en Angle Inlet.

## Origen
El Tratado de París (1783), celebrado entre los Estados Unidos y Gran Bretaña al final de la guerra de Independencia de Estados Unidos, señaló que la frontera entre EE. UU. y las posesiones británicas en el norte sería «... a través de la cuenca del Lago de los Bosques al punto más al noroeste, y desde allí hacia el oeste en un curso del río Misisipí...»
Cuando un equipo dirigido por David Thompson finalmente encontró el punto más al noroeste del lago y luego de inspeccionar esta línea norte-sur, se constató que se entrecruzan otras bahías del lago y, por tanto, se trazó una porción de territorio, Northwest Angle, que pasó a formar parte de Estados Unidos.

## Geografía
Según la Oficina del Censo de Estados Unidos, este ángulo tiene una superficie total de 596,3 km², de los que 123,09 km² son tierra, y 473,2 km² agua. La superficie terrestre incluye varias islas, incluida la isla Oak, y dos pequeños cabos que están por debajo del paralelo 49 norte en el extremo suroeste del municipio, al sur de la esquina sureste de Manitoba, y no muy lejos de la esquina noreste de Roseau County. El censo del año 2000 indica que en este ángulo viven 152 habitantes,de los cuales 118 viven en el continente, y 34 personas en las islas distribuidas en el Lago de los Bosques. Todas las islas están pobladas al norte del paralelo 49.
La parte continental del municipio al norte del paralelo 49° N tiene un área de 302,08 km². La superficie total de todas las islas es de 16,32 km², y los dos cabos total de 40,47 ha. El municipio tiene la última escuela pública del estado. El cruce de fronteras no tiene personal de aduanas. Los viajeros, utilizando el único camino de grava en el ángulo, tienen a disposición un video-teléfono, Jim's Corner, para ponerse en contacto con Aduanas de Canadá o de EE. UU. y hacer sus declaraciones.

## Cultura popular y política
Debido a leyes que limitan la pesca, algunos residentes de Northwest Angle sugirieron abandonar los Estados Unidos y unirse a Canadá en 1997. Al año siguiente, el representante Collin Peterson, propuso una enmienda constitucional que permitiría a los residentes de Northwest Angle, que es parte de su distrito (Lago de los Bosques), a votar sobre la secesión de los Estados Unidos para anexarse a Canadá. Esta propuesta hizo enojar a los dirigentes de la reserva india Red Lake, ya que la gran mayoría del territorio de dicha reserva se encuentra en el ángulo.